# Pachakutic
Pachakutic (ou Pachacutic), que significa "Transformador da Terra" em quíchua, é originalmente um conceito associado às culturas andinas pré-colombianas, significando uma mudança no sol ou um movimento da Terra que trará uma nova era.  No seu contexto original, estava associado ao tipo de mito da criação encontrado em grande parte da América pré-colombiana, no qual o mundo atual teria passado por vários ciclos anteriores de criação e renovação, e a era atual também faria parte de um grande ciclo; pachakutic referiu-se à conclusão destes ciclos e à chegada de uma nova era.
Nos séculos XX e XXI, o conceito foi adotado por alguns movimentos políticos na América do Sul, especialmente aqueles que buscam promover os direitos dos povos indígenas . Neste contexto, significa o início de um novo ciclo e o desejo de uma mudança substantiva no ambiente político – ou Pachacamac, “virar o mundo de cabeça para baixo”.
O Movimiento de Unidad Plurinacional Pachakutik - Nuevo País ( Movimento de Unidade Plurinacional Pachakutic - Novo País ), um partido político equatoriano apoiado pelas comunidades indígenas, fundado em 1995, adotou a palavra e o simbolismo associado a ela como seu lema.